# Palette à fard en forme de tortue Trionyx du Nil
La palette à fard en forme de tortue Trionyx du Nil est une antiquité égyptienne présente dans les collections du musée des Beaux-Arts de Lyon.

## Contexte de fabrication
La civilisation prédynastique de la culture de Nagada se développe au IVe millénaire avant J.-C. en Haute-Égypte. Elle n'est connue de nos jours que par les fouilles des tombes et par les offrandes que l'on y trouve. Les palettes à fard retrouvées dans ses tombes ont fréquemment des formes d'animaux stylisés connus des habitants, poisson, oiseau, tortue, antilope.

## Description
La palette à fard en schiste conservée au musée des Beaux-Arts de Lyon est un des objets les plus caractéristiques de la culture de Nagada. Elle évoque une tortue Trionyx du Nil. Sa carapace ronde et plate forme un disque d'où émergent la tête et les quatre pattes. Le petit orifice qu'on distingue au niveau de la queue indique que l'objet devait se porter suspendu à un lien, tel un ornement. La pièce présente des traces d'abrasion probablement dues au broyage du minerai utilisé pour le fard.